# Quan hệ xã hội
Quan hệ xã hội (tiếng Anh: Social relation) là những quan hệ giữa người với người được hình thành trong quá trình hoạt động kinh tế, xã hội, chính trị, pháp luật, tư tưởng, đạo đức, văn hóa, v.v... Mọi sự vật và hiện tượng trong xã hội đều có những mối liên hệ với nhau. Nhưng không phải mối liên hệ nào cũng là quan hệ xã hội.
Quan hệ xã hội được hình thành từ tương tác xã hội. Những tương tác này không phải là ngẫu nhiên, mà thường phải có mục đích, có hoạch định. Những tương tác này phải có xu hướng lặp lại, ổn định và tạo lập ra một mô hình tương tác. Nói cách khác, các chủ thể hành động trong mô hình tương tác này phải đạt được một mức độ tự động hóa nhất định nào đó. Tức là họ thực hiện gần như không có ý thức, như thói quen. Hai cá nhân ngẫu nhiên gặp nhau ở sân bay, nhà hàng hoặc rạp hát, v.v... dù có chào hỏi, trao đổi, trò chuyện lần đó; nhưng lần gặp sau lại không nhận ra nhau, hoặc không tiếp tục chào hỏi, trao đổi, trò chuyện thì giữa họ chưa thể coi là có mối quan hệ xã hội. Trái lại, nếu như ở những lần gặp gỡ sau các cá nhân đó lại tiếp tục sự giao tiếp và phối hợp hành động, thì giữa họ có thể coi là có mối quan hệ xã hội. Quan hệ xã hội là quan hệ bền vững, ổn định của các chủ thể hành động. Các quan hệ này được hình thành trên những tương tác xã hội ổn định, có tính lặp lại, v.v... Các tương tác này còn có thể mang những đặc trưng khác nữa, và qua đó tạo ra các loại quan hệ xã hội khác nhau.

## Hình thức quan hệ và tương tác
Các hình thức quan hệ và tương tác trong xã hội học được mô tả như sau: trước tiên và cơ bản nhất là động vật giống như hành vi, tức là chuyển động vật lý khác nhau của cơ thể. Sau đó có những hành động - chuyển động với một ý nghĩa và mục đích. Tiếp theo có những hành vi xã hội, hoặc hoạt động xã hội, có địa chỉ (trực tiếp hoặc gián tiếp) khác với con người, trong đó thu hút một phản ứng từ các đại lý khác. Tương tác xã hội lần lượt hình thành cơ sở của mối quan hệ xã hội, và được minh họa trong bảng dưới đây:
|                          | Chuyển động vật lý | Ý nghĩa | Tác động đối với người khác | Chờ đợi phản ứng | Độc đáo/hiếm tương tác | Tương tác | Tình cờ, không định trước, nhưng lặp lại | Thường xuyên | Tương tác được mô tả theo tập quán, pháp luật, truyền thống | Đề án của các tương tác xã hội |
| ------------------------ | ------------------ | ------- | --------------------------- | ---------------- | ---------------------- | --------- | ---------------------------------------- | ------------ | ----------------------------------------------------------- | ------------------------------ |
| Hành vi                  | Có                 |         |                             |                  |                        |           |                                          |              |                                                             |                                |
| Hành động                | Có                 | Có      |                             |                  |                        |           |                                          |              |                                                             |                                |
| Hành vi xã hội           | Có                 | Có      | Có                          |                  |                        |           |                                          |              |                                                             |                                |
| Hành động xã hội         | Có                 | Có      | Có                          | Có               |                        |           |                                          |              |                                                             |                                |
| Liên hệ xã hội           | Có                 | Có      | Có                          | Có               | Có                     |           |                                          |              |                                                             |                                |
| Tương tác xã hội         | Có                 | Có      | Có                          | Có               | Có                     | Có        |                                          |              |                                                             |                                |
| Tương tác lặp đi lặp lại | Có                 | Có      | Có                          | Có               | Có                     | Có        | Có                                       |              |                                                             |                                |
| Tương tác thường xuyên   | Có                 | Có      | Có                          | Có               | Có                     | Có        | Có                                       | Có           |                                                             |                                |
| Quy định tương tác       | Có                 | Có      | Có                          | Có               | Có                     | Có        | Có                                       | Có           | Có                                                          |                                |
| Quan hệ xã hội           | Có                 | Có      | Có                          | Có               | Có                     | Có        | Có                                       | Có           | Có                                                          | Có                             |

## Chủ thể quan hệ xã hội
Cấp độ vĩ mô
- Nhóm xã hội;
- Tập đoàn;
- Toàn bộ xã hội.

Các nhóm, tập đoàn lớn thường chiếm giữ những vị trí khác nhau trong xã hội. Do đó họ cũng có những quyền lực, cơ hội, thu nhập hoặc lối sống khác nhau. Những vị trí xã hội khác nhau, thu nhập khác nhau, lối sống khác nhau của các nhóm xã hội nhiều khi lại là tiền tố tạo ra các tương tác xã hội giữa các nhóm. Trên cơ sở đó hình thành những quan hệ xã hội giữa chúng. Cùng ở cấp độ vĩ mô, quan hệ xã hội còn được thể hiện dưới dạng quan hệ giữa các lĩnh vực khác nhau của đời sống xã hội: kinh tế, chính trị, văn hóa, xã hội. Trong các quan hệ đó có tác động lẫn nhau, và quan hệ kinh tế đóng vai trò và vị trí đặc biệt quan trọng quyết định đến chính trị, văn hóa và xã hội.
Cấp độ vi mô
- Cá nhân xã hội: các nhà xã hội học phương Tây gần như đồng nhất quan hệ xã hội với quan hệ giữa các cá nhân. Thực tế, quan hệ xã hội của các cá nhân chỉ tạo thành một bộ phận khá quan trọng của toàn bộ quan hệ xã hội. Thực chất, mọi quan hệ giữa các cá nhân được thiết lập nhờ những tương tác xã hội có tính chuẩn mực, ổn định, đều là những quan hệ xã hội. Tuy vậy, những quan hệ này lại khác biệt nhau rất nhiều nếu xét theo nội dung hoặc tính xã hội của từng loại quan hệ. Nói cách khác, có những quan hệ mang nhiều tính xã hội trong khi có những loại quan hệ ít mang tính xã hội hơn.

## Quan hệ tình cảm thuần túy
Quan hệ tình cảm thuần túy còn được gọi là quan hệ sơ cấp, được dùng để chỉ đối lập với quan hệ xã hội - quan hệ thứ cấp. Quan hệ tình cảm như quan hệ trong gia đình, họ hàng - thực chất cũng là một loại quan hệ xã hội. Về cơ bản, quan hệ tình cảm cũng có cơ chế hình thành giống như các loại quan hệ xã hội khác, tức là cũng phải dựa trên sự tương tác lâu dài, ổn định của các chủ thể hành động.

## Các loại quan hệ xã hội
- Quan hệ giữa các tập đoàn lớn;
- Quan hệ giữa các nhóm xã hội nhỏ;
- Quan hệ giữa các lĩnh vực của đời sống xã hội;
- Quan hệ giữa các cá nhân.